# Kalenica
Kalenica (allemand : Turnberg) s'élève à 964 m d'altitude. Ce sommet se trouve dans la partie centrale du massif des Góry Sowie. Il s'agit du troisième plus haut sommet de ce massif juste après les sommets de Wielka Sowa (1 015 m) et Mała Sowa (972 m).

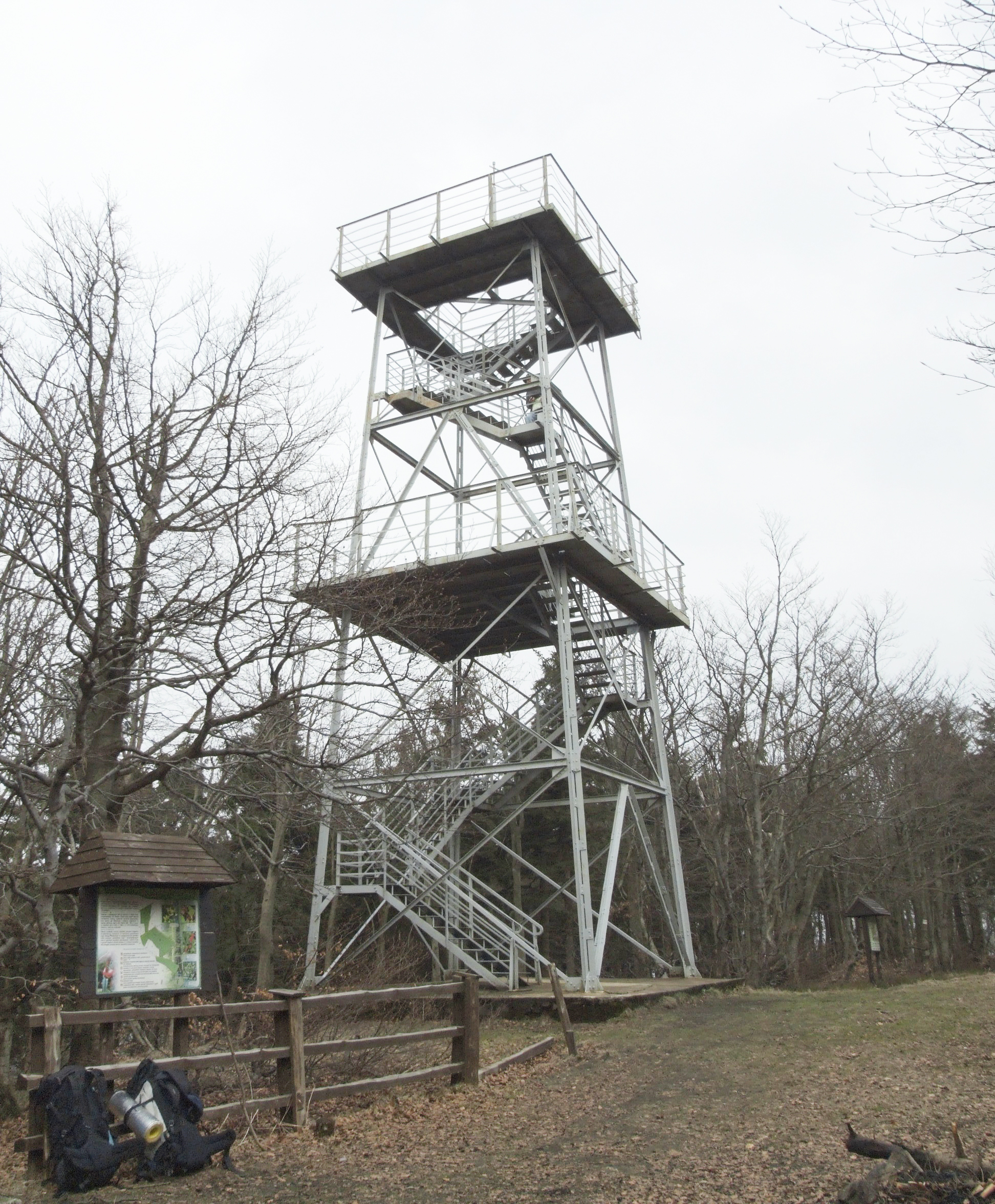
Tour panoramique sur le mont Kalenica.

À son sommet se trouve une tour panoramique en acier depuis laquelle on peut observer Bielawa, Jugów et les environs. La tour a été construite à Bielawa en 1932 et montée au sommet de Kalenica en 1933.